# 2-Butyn
2-Butyn eller dimetylacetylen är en alkyn med formeln C4H6.

## Framställning
2-Butyn framställs genom att reagera propyn med metyljodid.
{\displaystyle {\rm {C_{3}H_{4}+CH_{3}I\rightarrow C_{4}H_{6}+HI}}}